# Hölgy szegfűvel (festmény)
A Hölgy szegfűvel Rembrandt 1665 körül alkotott híres műve, amely a Férfi nagyítóval c. képpel együtt egy házaspárt ábrázol. A festmények a New York-i Metropolitan Művészeti Múzeumban találhatóak.
A művész idős korában alkotta ezt a páros portrét, és mint ekkoriban keletkezett más portréi esetében, a művészettörténészek itt sem tudták azonosítani a szereplőket. Ismeretes ugyanakkor 1651-ből egyik korábbi tanítványának, Jan Victorsnak két vászna ugyanerről a párról, jó tíz évvel fiatalabb korukból. A vörös és barna színek gazdag változatossága, a lendületes ecsetkezelés, a vastag impasto (festékréteg) Rembrandt késői munkáinak meghatározó jellegzetességei.

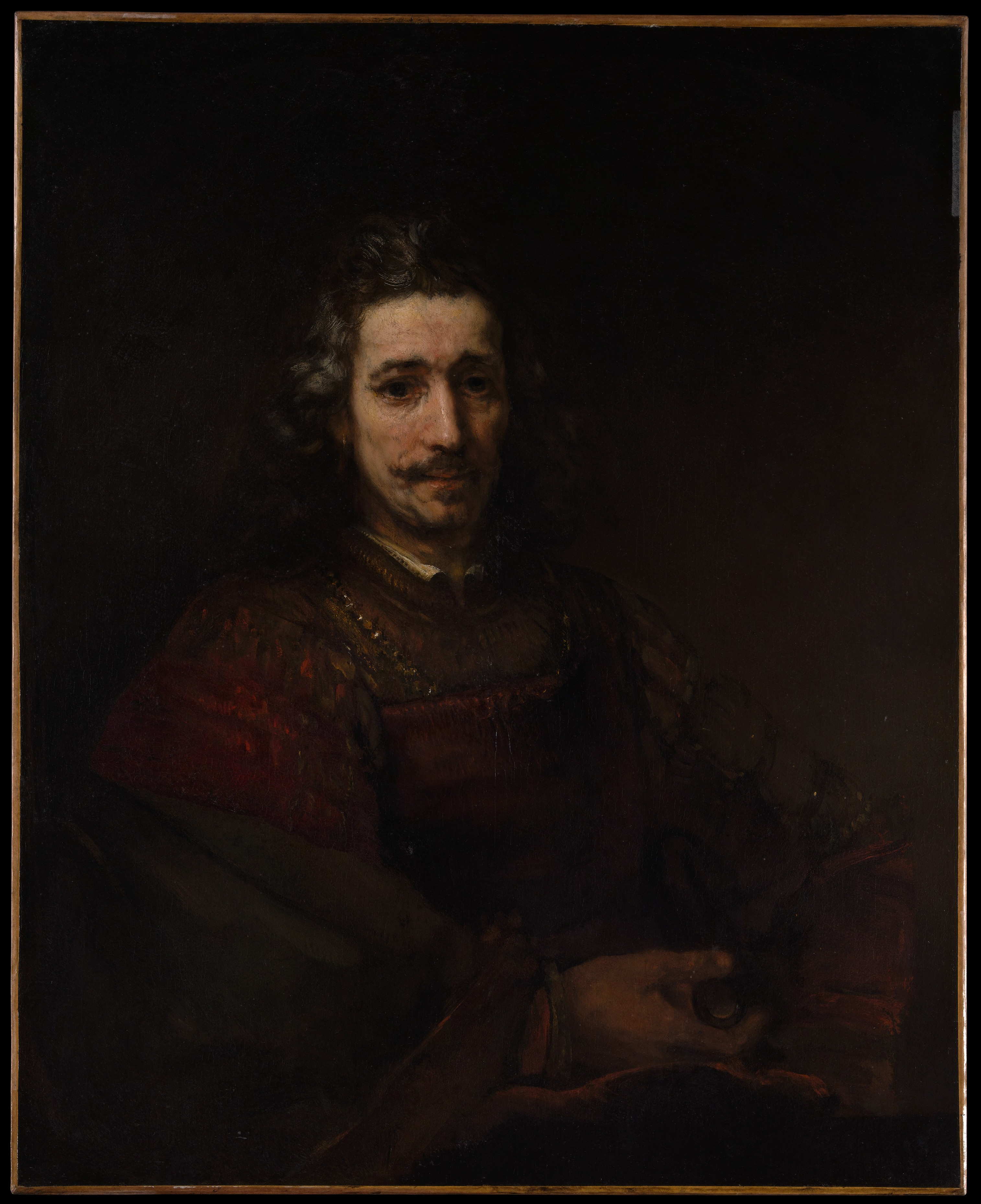
Férfi nagyítóval

Az ábrázolásmód intimitása nagyon valószínűvé teszi, hogy a festő személyes ismerőseit, barátait, és nem egyszerű megrendelőket örökített meg ezeken a képeken. Rembrandt ennek a korszakának minden erényét megtalálhatjuk itt, ugyanakkor keveset azokból a hibáiból, amelyek néha irritálják a művészettörténészeket. Különösen érvényes ez az asszony ábrázolására. A szokásos megoldástól eltérően, amikor az elmosódó háttérből csak az arc vonásai emelkednek ki, itt a kézben tartott virágra külön fény és figyelem esik.  A virág tartása olyan óvatos, megvilágítása olyan hangsúlyos, mintha egy értékes ékszerről lenne szó. A kép röntgen-vizsgálata egy gyermek fejét mutatta ki a vászon ezen helyén, az asszony bal karján. Következtetések szerint a család még a kép elkészülte előtt elveszthette a gyermeket, Rembrandt ezért festette át. A fényesen megvilágított szegfű, amely a házasság, tartós szerelem jelképe is ebben a korban, itt az élet rövidségére is utalhat.
A férj ábrázolása is személyes, mondhatni szentimentális, de végül ennek veszélyét Rembrandt a reális arcvonásokkal kerüli el. A kezében tartott nagyító a textíliák minőségének ellenőrzésére szolgáló eszköz volt a korban, tehát a férfi valószínűleg textilkereskedő volt.
A művész modelljeit ezúttal is – Tizianóhoz hasonlóan – képzeletbeli ruházatban ábrázolja, nem pedig a kor valamely divatos öltözékében.
- A kép Benjamin Altman hagyatékából került a múzeumba 1913-ban.
- A női kép méretei: 92,4×74,6 cm, a férfiképmásé 91,4×74,3 cm.